# Escalade aux Jeux olympiques d'été de 2020 – Combiné hommes
Navigation
Paris 2024
L'épreuve de combiné masculin aux Jeux olympiques d'été de 2020 se déroule les 3 et 5 août 2021 (qualifications et finale). Elle est remportée par Alberto Ginés López devant Nathaniel Coleman et Jakob Schubert.

## Format de compétition

### Qualifications
Les 20 compétiteurs effectuent un premier combiné de qualification à l'issue duquel les 8 premiers sont retenus pour disputer le combiné final. 
Un combiné se compose d'une épreuve de vitesse, de bloc et de difficulté. La vitesse est un parcours vertical, identique quel que soit la compétition. Il est disputé à deux reprises, seul le meilleur temps est retenu. Le bloc est une épreuve de difficultés techniques, où les athlètes ont un nombre d'essais limité seulement par un chronomètre tournant en permanence. Il y a quatre parcours de blocs. Enfin, la difficulté est une épreuve où, sur un long parcours, les athlètes disposent d'un seul essai pour atteindre la plus haute prise possible. Le parcours est chronométré et limité à 6 minutes mais le chronomètre n'est autrement utilisé que pour départager les athlètes à égalité.

### Finale
Les 8 qualifiés disputent un nouveau combiné où le principal changement se situe au niveau de la vitesse. Au lieu de deux séries de contre-la-montre, les 8 sont appareillés dans un tableau sur 3 tours, avec matchs de classement. En bloc, on dispute 3 blocs. En difficulté, le format de compétition est le même.

## Classement
Après chacune des trois épreuves, les athlètes sont classés dans l'ordre de leur performance et obtiennent un nombre de points correspondant exactement à leur classement dans chaque épreuve : 1 point pour une 1re place, 2 points pour une 2e place, et ainsi de suite. On obtient le total des points en multipliant ces trois scores. Par exemple, un athlète finissant 2e en vitesse, 8e en bloc et 15e en difficulté reçoit un total de 2x8x15 = 240 points. Le vainqueur est le grimpeur ayant obtenu le moins de points.

## Lecture des notations
En vitesse, le temps en secondes réalisé pour effectuer le parcours est annoté. Seul le meilleur des deux passages est retenu. 
En bloc, les compétiteurs visent le Top (le « haut », la prise finale du parcours) mais il est possible de marquer des points en atteignant la Zone (une prise intermédiaire). Les scores de chaque parcours sont annotés de la façon suivante : Txzy où T désigne le Top, x le nombre de tentatives pour atteindre le Top, z désigne la Zone et y le nombre de tentatives pour atteindre la Zone. T et x ne sont pas annotés si le Top n'a pas été atteint, rien n'est annoté si la Zone n'est pas atteinte. Dans la colonne Résultats, on annote xTyz a b où xT désigne le nombre de Tops atteints, yz le nombre de Zones atteintes, a le nombre de tentatives total pour atteindre les Tops et b le nombre de tentatives total pour atteindre les Zones. Pour être annotés, Tops et Zones doivent être tenus, c'est-à-dire que l'athlète doit se montrer capable de se maintenir sur la prise sans tomber immédiatement. 
En difficulté, on note la hauteur atteinte par le numéro de la prise où l'athlète s'est élevé. Un signe + signifie que l'athlète a tenté un mouvement vers la prise suivante. Ce mouvement apporte une plus-value à la prise : un 35+ est donc supérieur à un 35 par exemple.

## Qualifications
| R  | Grimpeur                  | Vitesse | Vitesse | Vitesse | Bloc  | Bloc | Bloc  | Bloc | Bloc       | Bloc | Difficulté | Difficulté | Difficulté | Total  | Note |
| R  | Grimpeur                  | A       | B       | PC      | 1     | 2    | 3     | 4    | Résultats  | PC   | PA         | Tps        | PC         | Total  | Note |
| -- | ------------------------- | ------- | ------- | ------- | ----- | ---- | ----- | ---- | ---------- | ---- | ---------- | ---------- | ---------- | ------ | ---- |
| 1  | Mickaël Mawem (FRA)       | 5,95    | 7,75    | 3       | T2z2  | T1z1 | T1z1  | z1   | 3T4z 4 5   | 1    | 28+        | 2 min 24   | 11         | 33     | Q    |
| 2  | Tomoa Narasaki (JPN)      | DNS     | 5,94    | 2       | T2z1  | T4z4 | z1    | z1   | 2T4z 6 7   | 2    | 26+        | 2 min 11   | 14         | 56     | Q    |
| 3  | Colin Duffy (USA)         | 6,23    | 6,85    | 6       | T10z6 | -    | T7z6  | -    | 2T2z 17 12 | 5    | 42+        | 4 min 44   | 2          | 60     | Q    |
| 4  | Jakob Schubert (AUT)      | 6,70    | 6,94    | 12      | z9    | -    | z3    | T2z1 | 1T3z 2 13  | 7    | 42+        | 4 min 02   | 1          | 84     | Q    |
| 5  | Adam Ondra (CZE)          | 7,46    | 8,16    | 18      | T4z4  | -    | z4    | T3z3 | 2T3z 7 11  | 3    | 39+        |            | 4          | 216    | Q    |
| 6  | Alberto Ginés López (ESP) | 6,48    | 6,32    | 7       | -     | -    | T12z4 | -    | 1T1z 12 4  | 14   | 41+        |            | 3          | 294    | Q    |
| 7  | Bassa Mawem (FRA)         | 5,45    | 5,67    | 1       | z4    | -    | -     | -    | 0T1z 0 4   | 18   | 7          |            | 20         | 360    | Q    |
| 8  | Nathaniel Coleman (USA)   | 6,51    | 6,52    | 10      | z1    | -    | T4z3  | z2   | 1T3z 4 6   | 11   | 39         |            | 5          | 550    | Q    |
| 9  | Alexander Megos (GER)     | 9,89    | 7,47    | 19      | T2z1  | z6   | z7    | z1   | 1T4z 2 15  | 6    | 36+        |            | 6          | 684    |      |
| 10 | Chon Jongwon (KOR)        | 6,21    | Chute   | 5       | z4    | -    | T3z3  | z3   | 1T3z 3 10  | 10   | 26+        | 2 min 34   | 16         | 800    |      |
| 11 | Rishat Khaibullin (KAZ)   | 6,90    | 6,19    | 4       | -     | -    | z3    | -    | 0T1z 0 3   | 17   | 28+        | 3 min 09   | 13         | 884    |      |
| 12 | Jan Hojer (GER)           | 6,63    | Chute   | 11      | z2    | -    | T3z3  | z3   | 1T3z 3 8   | 9    | 29+        |            | 9          | 891    |      |
| 13 | Alexey Rubtsov (ROC)      | 8,09    | 7,23    | 16      | T6z3  | -    | -     | T1z1 | 2T2z 7 4   | 4    | 26+        | 2 min 29   | 15         | 960    |      |
| 14 | Pan Yufei (CHN)           | 8,63    | 7,59    | 20      | T2z2  | -    | z12   | z1   | 1T3z 2 15  | 8    | 36         |            | 7          | 1120   |      |
| 15 | Michael Piccolruaz (ITA)  | 6,33    | 6,46    | 8       | T5z5  | -    | z2    | -    | 1T2z 5 7   | 13   | 28+        | 2 min 33   | 12         | 1248   |      |
| 16 | Christopher Cosser (RSA)  | 6,48    | 7,55    | 9       | z7    | -    | z8    | -    | 0T2z 0 15  | 16   | 29         |            | 10         | 1440   |      |
| 17 | Sean McColl (CAN)         | 9,18    | 6,93    | 14      | z2    | -    | z1    | -    | 0T2z 0 3   | 15   | 35+        |            | 8          | 1680   |      |
| 18 | Kai Harada (JPN)          | Chute   | 7,08    | 15      | T4z1  | -    | z7    | -    | 1T2z 4 8   | 12   | 25+        |            | 17         | 3060   |      |
| 19 | Ludovico Fossali (ITA)    | 6,71    | 7,39    | 13      | -     | -    | -     | -    | 0T0z 0 0   | 19,5 | 25         | 2 min 48   | 18         | 4563   |      |
| 20 | Tom O'Halloran (AUS)      | 7,34    | 12,20   | 17      | -     | -    | -     | -    | 0T0z 0 0   | 19,5 | 25         | 3 min 58   | 19         | 6298,5 |      |

## Finale
| R                                   | Grimpeur                  | Vitesse | Bloc    | Bloc    | Bloc    | Bloc      | Bloc    | Difficulté | Difficulté | Difficulté | Total   |
| R                                   | Grimpeur                  | PC      | 1       | 2       | 3       | Résultats | PC      | PA         | Tps        | PC         | Total   |
| ----------------------------------- | ------------------------- | ------- | ------- | ------- | ------- | --------- | ------- | ---------- | ---------- | ---------- | ------- |
| Médaille d'or, Jeux olympiques      | Alberto Ginés López (ESP) | 1       | z1      | z7      | z1      | 0T3z 0 9  | 7       | 38+        |            | 4          | 28      |
| Médaille d'argent, Jeux olympiques  | Nathaniel Coleman (USA)   | 6       | T1z1    | T3z2    | z1      | 2T3z 4 4  | 1       | 34+        |            | 5          | 30      |
| Médaille de bronze, Jeux olympiques | Jakob Schubert (AUT)      | 7       | T1z1    | z5      | z1      | 1T3z 1 7  | 5       | Top        |            | 1          | 35      |
| 4                                   | Tomoa Narasaki (JPN)      | 2       | T1z1    | z1      | z3      | 1T3z 1 5  | 3       | 33+        |            | 6          | 36      |
| 5                                   | Mickaël Mawem (FRA)       | 3       | T1z1    | z1      | z1      | 1T3z 1 3  | 2       | 23+        |            | 7          | 42      |
| 6                                   | Adam Ondra (CZE)          | 4       | T2z1    | -       | z1      | 1T2z 2 2  | 6       | 42+        |            | 2          | 48      |
| 7                                   | Colin Duffy (USA)         | 5       | T1z1    | z3      | z1      | 1T3z 1 5  | 4       | 40         |            | 3          | 60      |
| 8                                   | Bassa Mawem (FRA)         | Forfait | Forfait | Forfait | Forfait | Forfait   | Forfait | Forfait    | Forfait    | Forfait    | Forfait |

### Tableaux de vitesse

#### Tableau principal
|  | Quarts de finale          | Quarts de finale          | Quarts de finale          | Quarts de finale          |                      |                      | Demi-finales | Demi-finales | Demi-finales                  | Demi-finales                  |                               |                               | Finale | Finale | Finale | Finale |
|  |                           |                           |                           |                           |                      |                      |              |              |                               |                               |                               |                               |        |        |        |        |
|  |                           |                           |                           |                           |                      |                      |              |              |                               |                               |                               |                               |        |        |        |        |
|  |                           |                           |                           |                           |                      |                      |              |              |                               |                               |                               |                               |        |        |        |        |
|  | Bassa Mawem (FRA)         | Bassa Mawem (FRA)         | F                         | F                         |                      |                      |              |              |                               |                               |                               |                               |        |        |        |        |
|  | Bassa Mawem (FRA)         | Bassa Mawem (FRA)         | F                         | F                         |                      |                      |              |              |                               |                               |                               |                               |        |        |        |        |
|  | Adam Ondra (CZE)          | Adam Ondra (CZE)          | 7,44                      | 7,44                      |                      |                      |              |              |                               |                               |                               |                               |        |        |        |        |
|  | Adam Ondra (CZE)          | Adam Ondra (CZE)          | 7,44                      | 7,44                      | Adam Ondra (CZE)     | Adam Ondra (CZE)     | 7,03         | 7,03         |                               |                               |                               |                               |        |        |        |        |
|  |                           |                           |                           |                           | Adam Ondra (CZE)     | Adam Ondra (CZE)     | 7,03         | 7,03         |                               |                               |                               |                               |        |        |        |        |
|  |                           |                           | Alberto Ginés López (ESP) | Alberto Ginés López (ESP) | 6,56                 | 6,56                 |              |              |                               |                               |                               |                               |        |        |        |        |
|  | Colin Duffy (USA)         | Colin Duffy (USA)         | Alberto Ginés López (ESP) | Alberto Ginés López (ESP) | 6,56                 | 6,56                 | FD           | FD           |                               |                               |                               |                               |        |        |        |        |
|  | Colin Duffy (USA)         | Colin Duffy (USA)         |                           |                           |                      |                      |              | FD           |                               |                               |                               |                               |        |        |        |        |
|  | Alberto Ginés López (ESP) |                           |                           |                           |                      |                      |              |              |                               |                               |                               |                               |        |        |        |        |
|  | Alberto Ginés López (ESP) | Alberto Ginés López (ESP) | 6,42                      | 6,42                      |                      |                      |              |              |                               |                               |                               |                               |        |        |        |        |
|  | Alberto Ginés López (ESP) | Alberto Ginés López (ESP) | 6,42                      | 6,42                      |                      |                      |              |              |                               |                               |                               |                               |        |        |        |        |
|  |                           |                           | Tomoa Narasaki (JPN)      | Tomoa Narasaki (JPN)      | 7,82                 | 7,82                 |              |              |                               |                               |                               |                               |        |        |        |        |
|  | Tomoa Narasaki (JPN)      | Tomoa Narasaki (JPN)      | Tomoa Narasaki (JPN)      | Tomoa Narasaki (JPN)      | 7,82                 | 7,82                 | 6,11         | 6,11         |                               |                               |                               |                               |        |        |        |        |
|  | Tomoa Narasaki (JPN)      | Tomoa Narasaki (JPN)      |                           |                           |                      |                      |              |              |                               |                               |                               |                               |        |        |        |        |
|  | Jakob Schubert (AUT)      | Jakob Schubert (AUT)      | 9,18                      | 9,18                      |                      |                      |              |              |                               |                               |                               |                               |        |        |        |        |
|  | Jakob Schubert (AUT)      | Jakob Schubert (AUT)      | 9,18                      | 9,18                      | Tomoa Narasaki (JPN) | Tomoa Narasaki (JPN) | 6,02         | 6,02         | Match pour la troisième place | Match pour la troisième place | Match pour la troisième place | Match pour la troisième place |        |        |        |        |
|  |                           |                           |                           |                           | Tomoa Narasaki (JPN) | Tomoa Narasaki (JPN) | 6,02         | 6,02         | Match pour la troisième place | Match pour la troisième place | Match pour la troisième place | Match pour la troisième place |        |        |        |        |
|  |                           |                           | Mickaël Mawem (FRA)       | Mickaël Mawem (FRA)       | 7,05                 | 7,05                 |              |              |                               |                               |                               |                               |        |        |        |        |
|  | Mickaël Mawem (FRA)       | Mickaël Mawem (FRA)       | Mickaël Mawem (FRA)       | Mickaël Mawem (FRA)       | 7,05                 | 7,05                 | 6,36         | 6,36         |                               |                               |                               |                               |        |        |        |        |
|  | Mickaël Mawem (FRA)       | Mickaël Mawem (FRA)       |                           |                           |                      |                      |              | 6,36         |                               |                               | Adam Ondra (CZE)              | Adam Ondra (CZE)              | 6,86   | 6,86   |        |        |
|  | Nathaniel Coleman (USA)   | Nathaniel Coleman (USA)   | 6,45                      | 6,45                      |                      |                      |              |              |                               |                               | Adam Ondra (CZE)              | Adam Ondra (CZE)              | 6,86   | 6,86   |        |        |
|  | Nathaniel Coleman (USA)   | Nathaniel Coleman (USA)   | 6,45                      | 6,45                      | Mickaël Mawem (FRA)  | Mickaël Mawem (FRA)  | 6,47         | 6,47         |                               |                               |                               |                               |        |        |        |        |
|  |                           |                           |                           |                           |                      |                      |              |              |                               |                               |                               |                               |        |        |        |        |

#### Tableau de classement
|  | Match de classement 5-8 | Match de classement 5-8 | Match de classement 5-8 | Match de classement 5-8 |                        |       | Match pour le 5e place | Match pour le 5e place | Match pour le 5e place | Match pour le 5e place |
|  |                         |                         |                         |                         |                        |       |                        |                        |                        |                        |
|  |                         |                         |                         |                         |                        |       |                        |                        |                        |                        |
|  | Bassa Mawem (FRA)       | Bassa Mawem (FRA)       | F                       | F                       |                        |       |                        |                        |                        |                        |
|  | Bassa Mawem (FRA)       | Bassa Mawem (FRA)       | F                       | F                       |                        |       |                        |                        |                        |                        |
|  | Colin Duffy (USA)       |                         |                         |                         |                        |       |                        |                        |                        |                        |
|  | Colin Duffy (USA)       | Colin Duffy (USA)       | 6,35                    | 6,35                    |                        |       |                        |                        |                        |                        |
|  | Colin Duffy (USA)       | Colin Duffy (USA)       | 6,35                    | 6,35                    |                        |       |                        |                        |                        |                        |
|  |                         |                         | Nathaniel Coleman (USA) | Nathaniel Coleman (USA) | Chute                  | Chute |                        |                        |                        |                        |
|  | Jakob Schubert (AUT)    | Jakob Schubert (AUT)    | Nathaniel Coleman (USA) | Nathaniel Coleman (USA) | Chute                  | Chute | 6,76                   | 6,76                   |                        |                        |
|  | Jakob Schubert (AUT)    | Jakob Schubert (AUT)    |                         |                         |                        |       |                        | 6,76                   |                        |                        |
|  | Nathaniel Coleman (USA) | Nathaniel Coleman (USA) | 6,21                    | 6,21                    |                        |       |                        |                        |                        |                        |
|  | Nathaniel Coleman (USA) | Nathaniel Coleman (USA) | 6,21                    | 6,21                    | Match pour le 7e place |       |                        |                        |                        |                        |
|  |                         |                         |                         |                         |                        |       |                        |                        |                        |                        |
|  |                         |                         |                         |                         |                        |       |                        |                        |                        |                        |
|  | Bassa Mawem (FRA)       | Bassa Mawem (FRA)       | F                       | F                       |                        |       |                        |                        |                        |                        |
|  | Bassa Mawem (FRA)       | Bassa Mawem (FRA)       | F                       | F                       |                        |       |                        |                        |                        |                        |
|  | Jakob Schubert (AUT)    |                         |                         |                         |                        |       |                        |                        |                        |                        |
|  |                         |                         |                         |                         |                        |       |                        |                        |                        |                        |